# Sebastiano Ghezzi

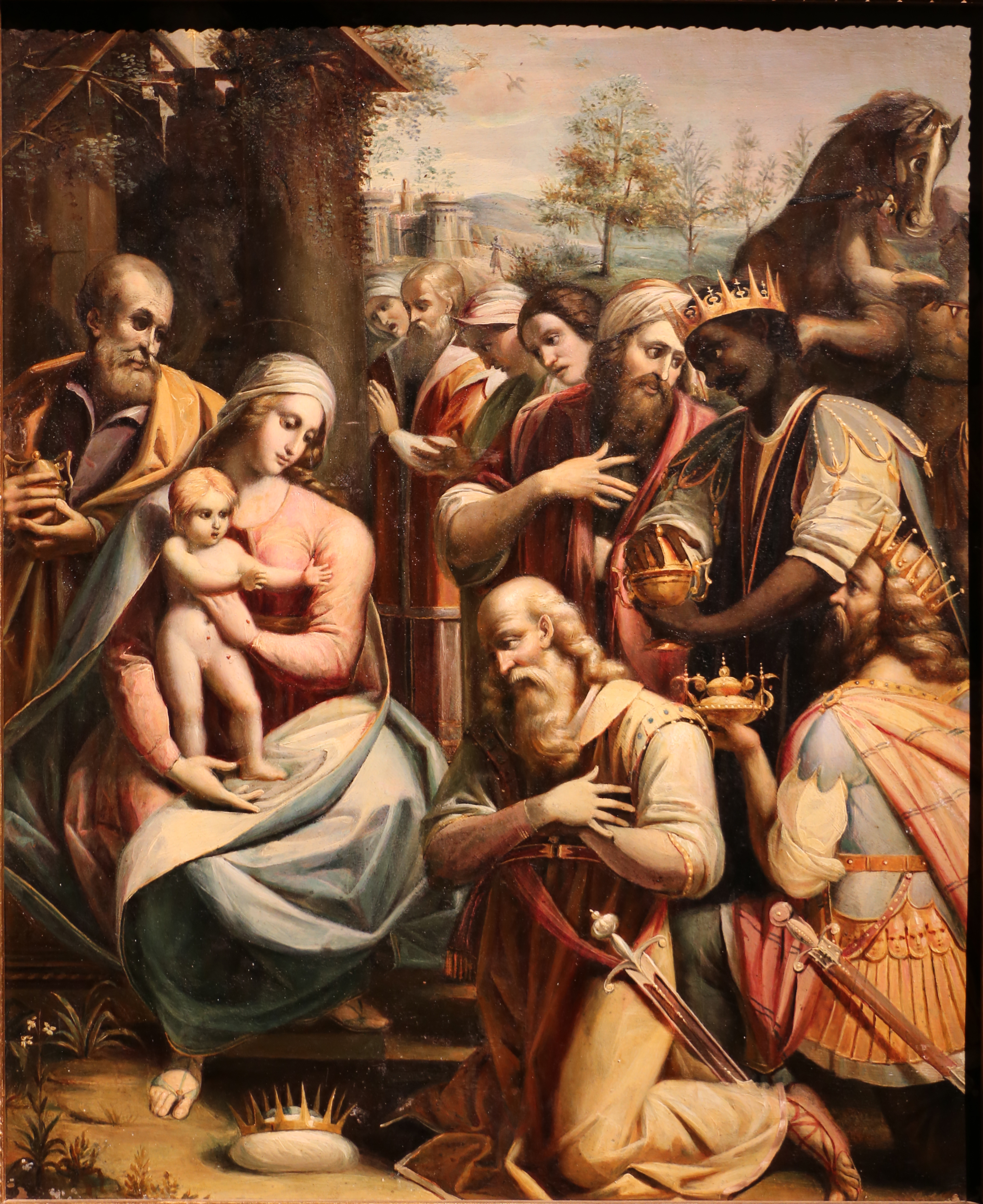
Adoration of the Three Kings, Montalto delle Marche

Sebastiano Ghezzi (1580, Comunanza, en la actual provincia de Ascoli Piceno, en las Marcas-1645) fue un pintor y arquitecto barroco italiano.
Nacido cerca de Ascoli Piceno, Sebastiano Ghezzi parte a Bolonia, donde, siguiendo las enseñanzas de Guercino, se convierte en un popular arquitecto.
Posteriormente es nombrado ingeniero del papa por Urbano VIII, y se le concede la condecoración de la Cruz dorada.
Pintó los tímpanos (1612-1613) del claustro de San Domenico en Ascoli, donde realizó también un autorretrato y un retablo en la Iglesia de San Francesco de Comunanza.
Es el fundador de una dinastía de artistas, pues su hijo Giuseppe Ghezzi es conocido como pintor y su nieto Pier Leone Ghezzi, como insigne caricaturista.
- Datos: Q595765
- Multimedia: Sebastiano Ghezzi / Q595765